# كارين باير
كارين باير (بالألمانية: Karin Beier)‏ هي مخرجة ألمانية، ولدت في 14 ديسمبر 1965 في كولونيا في ألمانيا.

## وصلات خارجية
- كارين بيير على موقع IMDb (الإنجليزية)
- كارين بيير على موقع مونزينجر (الألمانية)
- كارين بيير على موقع قاعدة بيانات الفيلم (الإنجليزية)